# Инглинги
Инглинги — династия скандинавских конунгов, к которой принадлежали первые исторические правители Швеции и Норвегии. В «Саге об Инглингах» Снорри Стурлусон повествует о них как о потомках вана Фрейра и приводит подробные родословные. Упоминаются они и в древнейшем англосаксонском эпосе, «Беовульфе». Столицей 1-й династии шведских Инглингов (которые полулегендарны) являлась Старая Уппсала. В историческое время конунги из дома Инглингов правили в Швеции (первая половина IX века — 1060 год) и Норвегии (первая половина XI века — 1319 год). «Саги об исландцах» рассказывают о ряде представителей династии, обосновавшихся в Исландии и ставших частью местной аристократии («люди из Лососьей Долины» и др.).
Конунги Хальвдан Чёрный и его сын Харальд Прекрасноволосый стали основателями рода Хорфагеров, правящей династии Норвегии.
Историки выяснили, что представители различных династий норвежских конунгов, связанных агнатическим родством (Харальд Прекрасноволосый, Олаф Трюггвасон, Олаф Святой, Сигурд Свинья), скорее всего не были кровными родственниками. Это скорее всего эвгемерический миф про их общее происхождение от Инглингов, служивший целью легитимации исключительных прав на власть в качестве верховных властителей Норвегии, появившийся в 11-12 веках.

## Легендарные Инглинги
1. Фрейр-Ингви — происходил из племени ванов, взятый в заложники асами и усыновлённый самим Одином.
2. Фьёльнир (Fjölnir) — утонул в чане с медовым напитком.
3. Свейгдир (Svegðir/Sveigðir) — путешествовал в страну турок и Ванахейм, откуда привёз себе жену.
4. Ванланди (Vanlandi)
5. Висбур (Vísburr)
6. Домальди (Dómaldi) — убит своими подданными за неурожаи и голод в стране.
7. Домар (Dómarr)
8. Дюггви (Dyggvi)
9. Даг Мудрый (Dagr) — умел понимать язык птиц; когда его любимый воробей погиб в Рейдготаланде, Даг разорил эту страну, но погиб от руки местного жителя.
10. Агни (Agni) — предпринял грабительский поход в Финляндию.
11. Альрек (Alrekr) — сын Агни.
12. Эйрик Красноречивый (Eiríkr) — убийца Альрека. Ставленник датского конунга Фроди. Старкад
13. Хальвдан — сын Эйрика. Убит своими противниками.
14. Сигвард — сын Хальвдана. Поставлен на трон Старкадом. Убит на войне против датского конунга Хальвдана.
15. Хальвдан — конунг из Дании, сын Фроди Гордого (или Миролюбивого). Хотя он и правил в Уппсале 20 лет, изгнав Ауна,[2] вряд ли следует считать его членом династии.
16. Ингви и Альв (Yngvi ok Álfr) — сыновья Альрека, закололи друг друга во время ссоры.
17. Хуглейк (Hugleikr), сын Альва
18. Ёрунд и Эйрик (Jörundr ok Eiríkr), сыновья Ингви. Эйрик погиб при завоевании Уппсалы. Ёрунд стал конунгом, но позже был разбит халейгами (жителями Холугаланда) в Лим-фьорде и повешен.
19. Аун Старый (Aun), или Ани, сын Ёрунда. «Воевать он не любил, все сидел дома»[3].
20. Эгиль (Egill), сын Ауна. При нём свирепствовала банда Тунни — вожака беглых рабов. Лишь помощь датчан помогла конунгу восстановить контроль над страной.
21. Оттар (Óttarr Egilsson), сын Эгиля.
22. Адильс (Aðils Óttarsson), сын Оттара — при нём Швеция испытала морской набег датчан из Хлейдра (Роскилле)
23. Эйстейн (Eysteinn Aðilsson), сын Адильса
24. Ингвар Высокий (Yngvarr Eysteinsson), сын Эйстейна — погиб в Эстонии.
25. Скира (конунг Гардарики), сын Ингвара — конунг Гардарики.
26. Энунд Дорога (Önundr), сын Ингвара — предпринял карательный поход в Эстонию, мстя за гибель отца. Также делал просеки в лесах и способствовал заселению Швеции.
27. Ингьяльд Коварный (Ingjaldr Önundarson hinn illráði) (VII век) — «После смерти Ингьяльда Коварного Уппсальская Держава ушла из рук Инглингов» (Сага, XLI).
28. Радбарт (конунг Гардарики), сын Скиры — конунг Гардарики.
29. Олав Лесоруб (Ólafr trételgja Ingjaldsson) — колонизатор Вермланда
30. Хальвдан Белая Кость (Hálfdan hvítbeinn) — захватил Хейдмёрк, Тотен и Вестфольд
31. Эйстейн Гром (Eysteinn Hálfdanarson) (VIII век) — правитель Хейдмёрка.
32. Рандвер (старосканд. Randver), сын Радбарда — конунг Гардарики, потом конунг Уппсалы.
33. Сигурд Кольцо (др.-сканд. Sigurðr hringr), сын Рандвера — конунг Дании.
34. Хальвдан Щедрый на Золото и Скупой на Еду (Hálfdan Eysteinsson) — его резиденция располагалась в Вестфольде
35. Гудрёд Охотник (Guðröðr Hálfdanarson) — заколот рабом своей жены.
36. Рагнар Лодброк, сын Сигурда Кольцо — конунг Дании. Захватил Париж (845 год) и напал на Нортумбрию (865 год).
37. Бьёрн Железнобокий (др.-сканд. Björn Járnsíða), сын Рагнара — ходил в походы в Средиземное море. Конунг Швеции, основатель династии Мунсё.
38. Олав Гейрстад-Альв (Ólafr Geirstaða-Álfr) (IX век) — захватил Вингулмарк. Делил владения отца с братом Хальвданом.
39. Сигурд Змееглазый (Сигурд Змей в Глазу), сын Рагнара — конунг Дании. Один из предводителей Великой языческой армии. Отец или дед Кнуда I Хардекнуда, который основал династию Кнютлинги.
40. Рёгнвальд Достославный (Rögnvaldr heiðumhæri Ólafsson).
41. Хальвдан Чёрный (Hálfdan svarti).
42. Харальд Прекрасноволосый (Haraldr hárfagri) — первый король Норвегии, основатель рода Хорфагеров.